# Literatura en ido
La literatura en ido es aquella compuesta por todas las obras compuestas en esta lengua o sobre esta lengua.
La literatura en esta lenguas comenzó de forma brillante, pero después de la crisis de 1927-28, el movimiento idista y su literatura estuvieron al borde de la muerte durante un largo periodo de tiempo. Cabe destacar de esta época algunos libritos como Makedonia a la Makedoniani. Este texto, que siempre es actual, fue escrito en 1913. Al mismo tiempo apareció el clásico Nova Horizonti, obra filosófica y francmasona de J. Barral.
Durante la Primera Guerra Mundial, apareció Buddho e lua doktrino, que hablaba de la doctrina budista. En 1923 apareció otra obra remarcable, una antología de la literatura húngara de la época. Los textos traducidos estaban en ido clásico y tenían a la vez un estilo elegante. Durante los años 20, los idistas católicos tradujeron vidas de santos. Muy buen libro es la traducción de la obra de teatro del francés Jean Racine titulada Ester y traducida por el clérigo Guignon. Este libro es una de las cumbres de la literatura en ido.
Se afirmó que el ido no era apto para la poesía, puesto que su función era la simple comunicación. Sin embargo, muchos poetas se sintieron atraídos por la eufonía y la expresividad del ido y, en consecuencia, se hicieron poemas. En los años siguientes se hicieron numerosos poemas. El más destacado poeta en ido es Andreas Juste. La alta calidad de sus poemas y su gran productividad son remarcables. Otros poetas son Luis Pasko (español), Jean Houillon (francés), Gilbert H. Richardson (inglés), Jules Gross (francés) y otros. Hoy en día, destacan Heidi Neussner (alemana), Friedrich Porzenheim (alemana) y Gonçalo Neves (portugués). También destaca la irlandesa Tatanka.
Cabe destacar que Andreas Juste revivió la literatura en ido. Escribió una antología de la literatura en ido desde los inicios hasta los años 40. En tiempos recientes destaca Hans Stuifbergen y su traducción de la vida del poeta francés Arthur Rimbaud.
En ciencia ficción destaca G. T. Romanin, con La suno di Tiahuanako publicada por primera vez en 2004. En 2005 le siguió la sátira Skandalo en Roseringen, editada por le editorial idista Editerio Krayono. La gran sensación literaria de 2005 fue La Sucedanto, una novela de detectives del argentino Eduardo A. Rodi, que publicó también su segunda novela en ido Narkotanti. En el campo de la ciencia ficción cabría nombrar al mexicano Jose Cossio Ramirez, con Aventuri dil Amazonia: Unesma Kontakto (2006), y L' Aventuri dil Amazonia II: Gravito Zero (2007).
En 2006 apareció en Alemania del Este GDR 66, de Robert Pontnau (Francia). Se tradujo y editó El Principito (La Princeto) y Pinochio de Carlo Collodi, ambas obras traducidas por el español Fernando Tejón. Fue él quien tradujo también Romeo e Julieta, de Shakespeare.
En la actualidad, destaca Brian E. Drake como uno de los principales autores en este idioma, con publicaciones tanto originales como traducciones.